# کورنیلاک
کورنیلاک (به فرانسوی: Cornillac) یک کمون در فرانسه است که در Canton of Rémuzat واقع شده‌است.

## خصوصیات
کورنیلاک ۱۹٫۴۴ کیلومترمربع مساحت و ۸۶ نفر جمعیت دارد.